# Лепеза леди Виндемир
„Лепеза леди Виндемир” је југословенски ТВ филм из 1975. године. Режирао га је Сава Мрмак а сценарио је написан по делу Оскара Вајлда.

## Улоге
| Глумац             | Улога                 |
| ------------------ | --------------------- |
| Зоран Милосављевић | лорд Виндермер        |
| Ирфан Менсур       | Лорд Дарлингтон       |
| Жарко Митровић     | Лорд Аугустус Лортон  |
| Иван Бекјарев      | Господин Думби        |
| Бранко Цвејић      | Господин Сесил Грејем |
| Горан Плеша        | Господин Хопер        |
| Милован Станковић  | Паркер, батлер        |
| Светлана Бојковић  | Госпођа Виндермер     |
| Рахела Ферари      | Војвоткиња од Бервика |
| Цвијета Месић      | Госпођа Агата Карлајл |
| Дубравка Перић     | Госпођа Статфилд      |
| Марија Црнобори    | Госпођа Ерлајн        |